# Vaccinium prostratum
Vaccinium prostratum är en ljungväxtart som beskrevs av Herman Otto Sleumer. Vaccinium prostratum ingår i Blåbärssläktet, och familjen ljungväxter. Inga underarter finns listade i Catalogue of Life.